# Gáspár Miklós Tamás
Dans le nom hongrois Tamás Gáspár Miklós, le nom de famille précède le prénom, mais cet article utilise l’ordre habituel en français Gáspár Miklós Tamás, où le prénom précède le nom.
Pour les articles homonymes, voir Tamas.
Œuvres principales
- A teória esélyei. Esszék, bírálatok. Kriterion, Bucarest, 1975. (hu)
- Les idoles de la tribu. Arcantère, Paris, 1991.

Gáspár Miklós Tamás ([ˈgaːʃpaːɾ ˈmikloːʃ], [ˈtɒmaːʃ], hongrois : Tamás Gáspár Miklós), né le 28 novembre 1948 à Cluj-Napoca et mort le 15 janvier 2023 à Budapest (Hongrie), est un philosophe politique, journaliste et écrivain hongrois issu de la minorité magyarophone de Roumanie. À partir de mai 2010, il est le président du parti Gauche verte (Zöld baloldal).

## Biographie
Les travaux philosophiques de jeunesse de Gáspár Miklós Tamás sont marqués par l'influence de la phénoménologie. En 1978, il quitte la Transylvanie pour la Hongrie. À Budapest, il rejoint l’opposition démocratique au parti unique, le Parti socialiste ouvrier hongrois. Dans les années 1980, il est l’une des figures de l’opposition de gauche au régime de János Kádár. Lors de la transition démocratique, il participe à la création du SzDSz, parti libéral de gauche et se fait élire député au Parlement. Après cette période, qu’il qualifie lui-même de « libérale-libertaire », il quitte à la fin des années 1990 le SzDSz. Il développe alors des idées « conservatrices-libérales » et proclame la nécessité du patriotisme. Un article célèbre de cette période est son Adieu à la gauche.
S'éloignant du libéralisme « national », il se rapproche du marxisme à la fin des années 1990 et formule une critique radicale du système capitaliste. En 2001, lui et quelques compagnons créent ATTAC Hongrie. En 2005, il dénonce l’absence de débat dans son pays sur le projet de 
Traité constitutionnel européen. Il estime que celui-ci chamboulerait l’ordre légal et salue ainsi la convocation du référendum en France. Depuis mai 2010, il est le président du parti Gauche verte (Zöld baloldal) (féminisme, marxisme, écologie). Situé à l'extrême-gauche de l'échiquier politique hongrois, cette formation revendique un positionnement proche du parti allemand Die Linke.
Directeur de l'Institut de recherche philosophique de l'Académie hongroise des sciences jusqu'en 2011, Gáspár Miklós Tamás fait l'objet d'une attaque sur sa légitimité scientifique de la part de son successeur János Boros. Ce dernier lui reproche notamment son absence de diplôme universitaire, condition pourtant requise pour travailler à l'institut. Par ailleurs, bien que professeur des universités et au-delà de ses activités d'intellectuel, Gáspár Miklós Tamás se voit reprocher l'inexistence de publication scientifique au sens strict depuis 1994. Gáspár Miklós Tamás refuse alors son départ contraint en retraite et politise l'affaire en rédigeant une pétition accusant le gouvernement de Viktor Orbán de vouloir affaiblir ainsi sa position d'opposant à la majorité conservatrice.
Selon Gáspár Miklós Tamás, la Hongrie actuelle révèle les tendances autoritaires alarmantes de l'Europe et montre que la démocratie civile européenne est devenue fragile. En se référant toujours à des exemples européens inquiétants (Silvio Berlusconi et Geert Wilders), il réclame le rétablissement des libertés civiles. D'après lui, la situation hongroise se caractérise par l'imposition de mesures d’austérité, le démantèlement général des contrôles et des équilibres, la désintégration de la sécurité du fonctionnement social et la disparition de la séparation des pouvoirs. Il voit son exclusion dans cette optique : il présume l'existence d'une hostilité politique avant sa retraite. Selon lui, une révolution pacifique, joyeuse et douce peut contraindre à la démission le gouvernement Orbán. Dans cette révolution, un rôle clé sera joué par les syndicats. Mais sur la scène internationale, une alternative au nouvel ordre autoritaire n’est pas encore en vue. Pour le moment, Gáspár Miklós Tamás participe à des manifestations de l'opposition[réf. nécessaire].

## Ouvrages
- (hu) Gáspár Miklós Tamás, A teória esélyei. Esszék, bírálatok. [« Les chances de succès de la théorie (Essais et critiques) »], Bucarest, Kriterion, 1975 (lire en ligne)
- Gáspár Miklós Tamás (trad. Julia Kovács), L’Œil et la main : introduction à la politique [« (hu) A szem és a kéz »], Genève, Noir, 1985, 99 p.
  - « Le « socialisme existant » et le socialisme inexistant », Iztok, no 9,‎ septembre 1984 (lire en ligne).
- Gáspár Miklós Tamás (trad. Georges Kassaï), Les idoles de la tribu : L'essence morale du sentiment national [« Idola Tribus »], Paris, Arcantère, 1991, 238 p. (ISBN 2-86829-044-2)
- (hu) Gáspár Miklós Tamás, Másvilág. Politikai esszék. [« L'autre monde (Essais politiques) »], Budapest, Új Mandátum, 1994, 610 p. (ISBN 963-7476-20-2)
- (hu) Gáspár Miklós Tamás, Törzsi fogalmak, I-II. [« Notions tribales »], Budapest, Atlantisz, 1999, 1286 p. (ISBN 963-9165-26-3) Version hongroise élargie de Les idoles de la Tribu.
- (hu) Gáspár Miklós Tamás, A helyzet. Szatirikus röpirat. [« La situation (Tract satirique) »], Budapest, Élet és Irodalom, 2002, 80 p. (ISBN 963-202-063-4)

## Publications dans la presse internationale
- Gáspár Miklós Tamás, « La constitution, c'est le capitalisme néolibéral sans droit d'appel », L'Humanité,‎ 21 avril 2005 (lire en ligne)
- (en) Gáspár Miklós Tamás, « Telling the truth about class », Socialist register, Londres, Merlin Press,‎ 2006 (ISSN 0081-0606, résumé, lire en ligne)
- Gáspár Miklós Tamás, « Marx, le retour : Cet éternel incompris », Courrier International,‎ 17 juillet 2008
- (en) Gáspár Miklós Tamás, « Letter From Hungary », Socialist review, Londres, vol. 24, no 2,‎ mars 2009 (ISSN 0141-2442, lire en ligne)
- (en) « The Left and Marxism in Eastern Europe », Mediations, Chicago, Marxist Literary Group, vol. 24, no 2,‎ 2009 (ISSN 1942-2458, lire en ligne)
- (en) « Interview: Hungary—“Where we went wrong” », International Socialism, Londres, Socialist Workers' Party, vol. 123,‎ 2009 (ISSN 0020-8736, lire en ligne)